# Madalena (Madalena)
Madalena es una freguesia portuguesa del concelho de Madalena, con 32,95 km² de superficie y 2509 habitantes (2001). Su densidad de población es de 76,1 hab/km².